# Новогиреевское спортивное общество
«Новогиреевское спортивное общество» («Новогиреево») — российский футбольный клуб. Был создан в 1909 году.
Спортивное общество «Новогиреево» было организовано жителями, проживавшими в одноименном дачном посёлке. Учредителями стали Ю. Ю. Вюрт, Н. А. Ионов, Ф. Т. Конкин, К. К. Ленге, К. Г. Линденберг, П. Ф. Момма. Главой наблюдательного комитета был определён купец первой гильдии Павел Федорович Момма, владелец московского ТД «Момма и Мургед». Его заместителем стал директор механического завода на улице Грязной Карл Гугович Линденберг. Финансовыми вопросами общества занимался Милан Мечиславович Бурдон. В деятельности «Новогиреево» активную роль играли женщины, входившие в его распорядительный комитет: Вера Васильевна Бурдон, Лора Карловна Говард, Эмилия Васильевна Фосс, Ядвига Максимовна Линденберг.
На начало января 1910 года членами клуба являлось 67 человек. Команда находилась на станции Новогиреево Нижегородской железной дороги. Форма сочетала в себе желтый и голубой цвета. Вступительный и членский взносы, при рекомендации двух членов общества, составляли по три рубля. Руководил футболом в обществе А. В. Фосс — владелец конторы по продаже товаров бытовой химии.
В январе 1919 команда была расформирована, большинство ее игроков перешло в КФС.

## Названия
- 1909-1919 год — «Новогиреево» («Новогиреевское спортивное общество»)

## Достижения
- Московская футбольная лига / Кубок КФС-Коломяги
- Чемпион (2): 1915, 1917 (о)
- Вице-чемпион (1): 1913
- Бронзовый призёр (1): 1916, 1918 (в)

## Известные игроки
- Иван Артемьев
- Пётр Артемьев
- Григорий Архангельский
- Сергей Бухтеев
- Иван Воронцов
- Фёдор Гольц
- Василий Залышкин
- Михаил Залышкин
- Сергей Залышкин
- Леонид Золкин
- Павел Золкин
- Николай Игнатов
- Павел Канунников
- Николай Коротков
- Фёдор Лаш
- Александр Мартынов
- Борис Николаев
- Алексей Троицкий
- Николай Троицкий
- Борис Чесноков
- Иван Чесноков
- Сергей Чесноков[2]